# Camponotus compositor
Camponotus compositor är en myrart som beskrevs av Santschi 1922. Camponotus compositor ingår i släktet hästmyror, och familjen myror. Inga underarter finns listade.